# Улица Софьи Перовской (Воронеж)
Улица Со́фьи Перо́вской — улица в историческом центре Воронежа (Центральный и Ленинский районы). Проходит, в значительной мере, по берегу Воронежского водохранилища, от Чернавского моста как продолжение Набережной Массалитинова до Большой Стрелецкой улицы. Протяжённость улицы около двух километров. Одна из границ Центрального района. Одна из самых старых улиц города.

## История
Около 1600 года в районе улицы, на правом берегу реки Воронеж, вблизи городской крепости, был основан Успенский мужской монастырь. Около монастыря в XVII веке сложилась Успенская слобода. По монастырю улица получила название Успенская (Большая Успенская).
В 1696 году здесь была построена первая верфь по развёрнутой царём Петром I программе строительства флота. В 1700 году мешавший строительству Успенский монастырь был переведён в Акатов монастырь.
В начала XX века значение улицы в городской жизни постепенно уменьшалось. С созданием в 1970-х годах Воронежского водохранилища старая застройка улицы стала сноситься.
Современное название, с 1918 года, в память русской революционерки-народницы Софьи Перовской (1853—1881).
Прилегающий к улице земельный участок под горою, на которой стоял Митрофановский монастырь (ныне прямо за главным корпусом Воронежского государственного университета), где из под горы бьёт источник, называемый Митрофановским, в 1993 году был передан епархии. Здесь из красного кирпича была выложена купальня, а осенью 1998 года начато строительство храмового комплекса с купелями во имя святителя Митрофана (проект архитектора А.Г. Федорца). 3 ноября 2001 года строительство было освящено, 15 июля 2006 года освящён первый крест на куполе боковой башни, а 25 мая 2008 года — крест на центральном куполе храма. Мужские и женские купальни были устроены в правом крыле храма.

## Достопримечательности
Дворец творчества детей и молодёжи
д. 9 — Успенский Адмиралтейский храм
д. 96 — Церковь Митрофана Воронежского

## Известные жители
Пётр I (дом подьячего Приказной избы Игната Маторина)